# 達拉 (馬里)
15°6′25″N 2°38′24″W / 15.10694°N 2.64000°W
達拉（法語：Dallah），是馬里的城鎮，位於該國西南部，由莫普提區的杜安扎省負責管轄，面積1,595平方公里，海拔高度304米，2009年人口8,504，人口密度每平方公里5.33人。